# Prunet (Cantal)
Prunet é uma comuna francesa na região administrativa de Auvérnia-Ródano-Alpes, no departamento de Cantal. Estende-se por uma área de 28,06 km². Em 2010 a comuna tinha 693 habitantes (densidade: 24,7 hab./km²).